# Китахара Хакушу
Китахара Хакушу (јап. 北原白秋; Јанагава, Префектура Фукуока, 25. јануар 1885 — Камакура, 2. новембар 1942) је био јапански песник. Његова поезија спада у танака групу.
Најзначајнија дела су му:
- Омојде (思ひ出)
- Шинбаши
- Кири но хана (桐の花)
- Курохи (黒檜)